# Gerrit Cole
Gerrit Alan Cole, född den 8 september 1990 i Newport Beach i Kalifornien, är en amerikansk professionell basebollspelare som spelar för New York Yankees i Major League Baseball (MLB). Cole är högerhänt pitcher.
Cole har tidigare spelat för Pittsburgh Pirates (2013–2017) och Houston Astros (2018–2019).
Cole har vunnit en Cy Young Award, priset till ligans bästa pitcher. Han har vidare tagits ut till MLB:s all star-match sex gånger samt utsetts till All-MLB First Team tre gånger och till All-MLB Second Team en gång. Statistiskt kan nämnas att han två säsonger haft lägst earned run average (ERA) i sin liga, två säsonger haft flest strikeouts, en säsong flest vinster, en säsong lägst walks + hits per inning pitched (WHIP) och en säsong flest innings pitched.

## Uppväxt
Cole föddes 1990 i Newport Beach i Kalifornien som första barn till Mark och Sharon Cole. Familjen bestod även av lillasystern Erin. Trots att han växte upp i Kalifornien höll han på New York Yankees. Han ärvde favoritklubben av sin pappa, som i sin ungdom bodde i Syracuse i delstaten New York.
När Cole var elva år gammal var han på en match i 2001 års World Series i Phoenix mellan Yankees och Arizona Diamondbacks och fångades på bild när han höll upp ett plakat där han skrivit att han var och alltid skulle vara ett Yankee-fan. Bilden fick stor uppmärksamhet 18 år senare när han skrev på ett rekordkontrakt med just New York Yankees. Cole hade med sig plakatet till presskonferensen när han presenterades av Yankees.
Cole gick på high school i Orange.

## Karriär

### College
Cole hade stora framgångar under sin tid på high school och draftades av New York Yankees 2008 som 28:e spelare totalt. Han skrev dock inte på för Yankees utan valde att studera vid University of California, Los Angeles (UCLA) i stället och spela för universitetets lag UCLA Bruins. 2010 gick UCLA till final i College World Series, men förlorade mot University of South Carolina.

### Major League Baseball

#### Pittsburgh Pirates

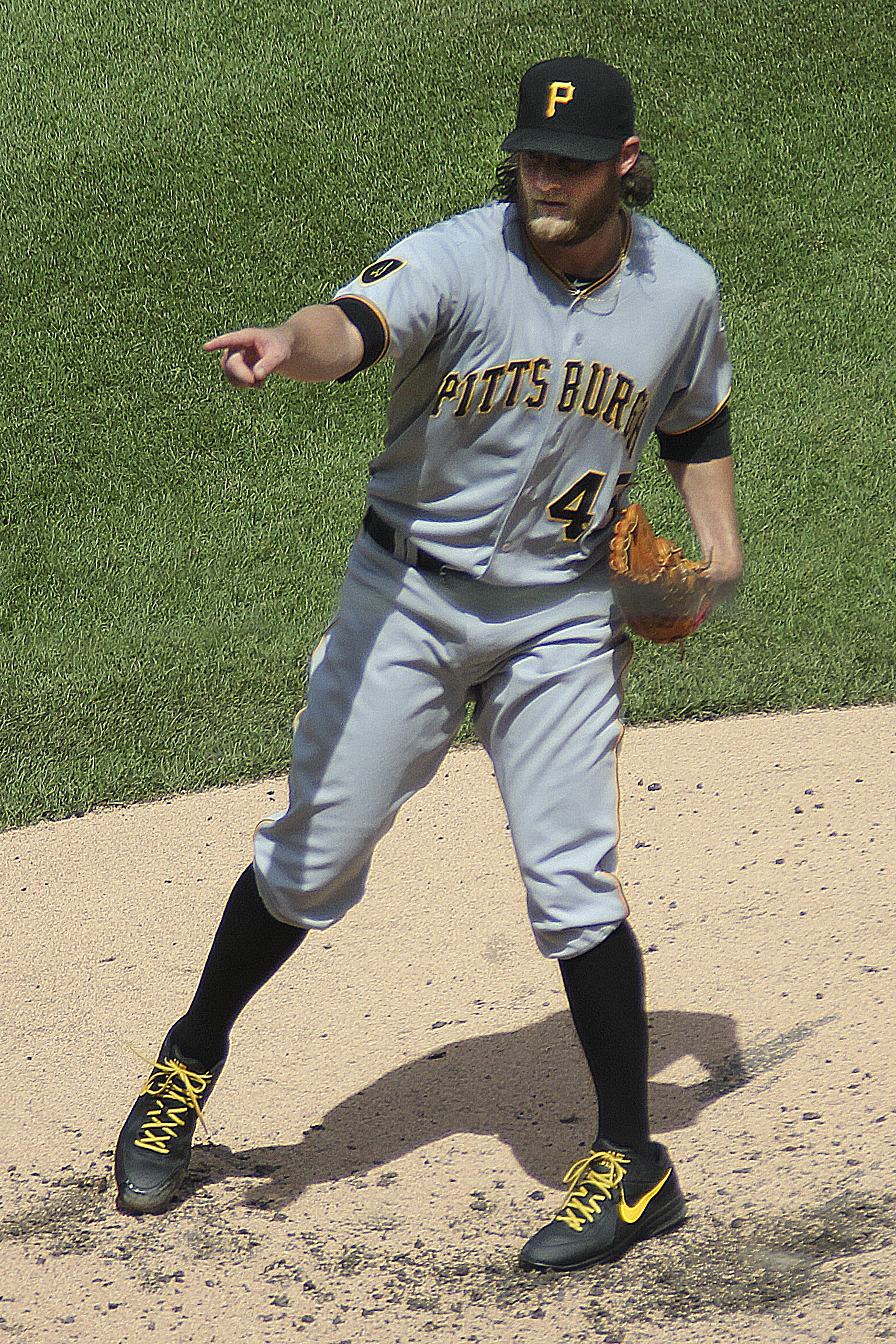
Cole i Pittsburgh Pirates dräkt 2014.

Efter tre framgångsrika år på UCLA draftades Cole först av alla i draften 2011 av Pittsburgh Pirates, och när han skrev på för klubben fick han en bonus på åtta miljoner dollar. Han skrev på för sent för att kunna spela under den ordinarie säsongen 2011, men han debuterade som proffs under hösten samma år i Arizona Fall League.
Efter att ha spelat hela 2012 och början av 2013 för olika farmarklubbar fick Cole debutera i MLB för Pirates den 11 juni 2013. Han hade en fin första MLB-säsong och var 10–7 (tio vinster och sju förluster) med en earned run average (ERA) på 3,22 på 19 starter.
I början av juni 2014 placerades Cole på skadelistan på grund av en besvärande högeraxel och han var borta från spel i nästan en månad. Efter bara två starter drabbades han av en muskelbristning i latissimus dorsi-muskeln och kunde inte göra comeback förrän i slutet av augusti. På grund av skadorna blev det bara 22 starter för Cole under 2014 och han var 11–5 med en ERA på 3,65. Under 2015 var han dock skadefri och pitchade bra, vilket bland annat ledde till att han i juli togs ut till MLB:s all star-match för första gången. Han var under säsongen 19–8 med en ERA på 2,60 och 202 strikeouts på 32 starter. Antalet vinster var delat näst flest i National League (NL). Efter säsongen kom han på fjärde plats i omröstningen till NL:s Cy Young Award.
Mitt under 2016 års säsong missade Cole ungefär en månad på grund av en muskelbristning i höger triceps-muskel. Strax efter återkomsten, den 27 juli, pitchade han sin första complete game i MLB. I slutet av augusti tvingades han till vila på grund av inflammation i höger armbåge och efter ett misslyckat comebackförsök i mitten av september bestämde Pirates att han inte skulle pitcha mer den säsongen på grund av skadan. Under 2016 gjorde Cole 21 starter och var 7–10 med en ERA på 3,88.
Inför 2017 års säsong kom Cole och Pirates överens om ett ettårskontrakt värt 3,75 miljoner dollar och parterna undvek därigenom ett skiljeförfarande. Han var skadefri igen 2017 och var delat bäst i NL med 33 starter och tredje bäst med 203,0 innings pitched. Han hade dock ingen jättebra säsong och var 12–12 med en ERA på 4,26. Inför nästkommande säsong kom Cole och Pirates överens om en lön på 6,75 miljoner dollar, men bara en dag efter det att man enats om lönen trejdades han till Houston Astros i utbyte mot Joe Musgrove, Michael Feliz, Colin Moran och Jason Martin.

#### Houston Astros

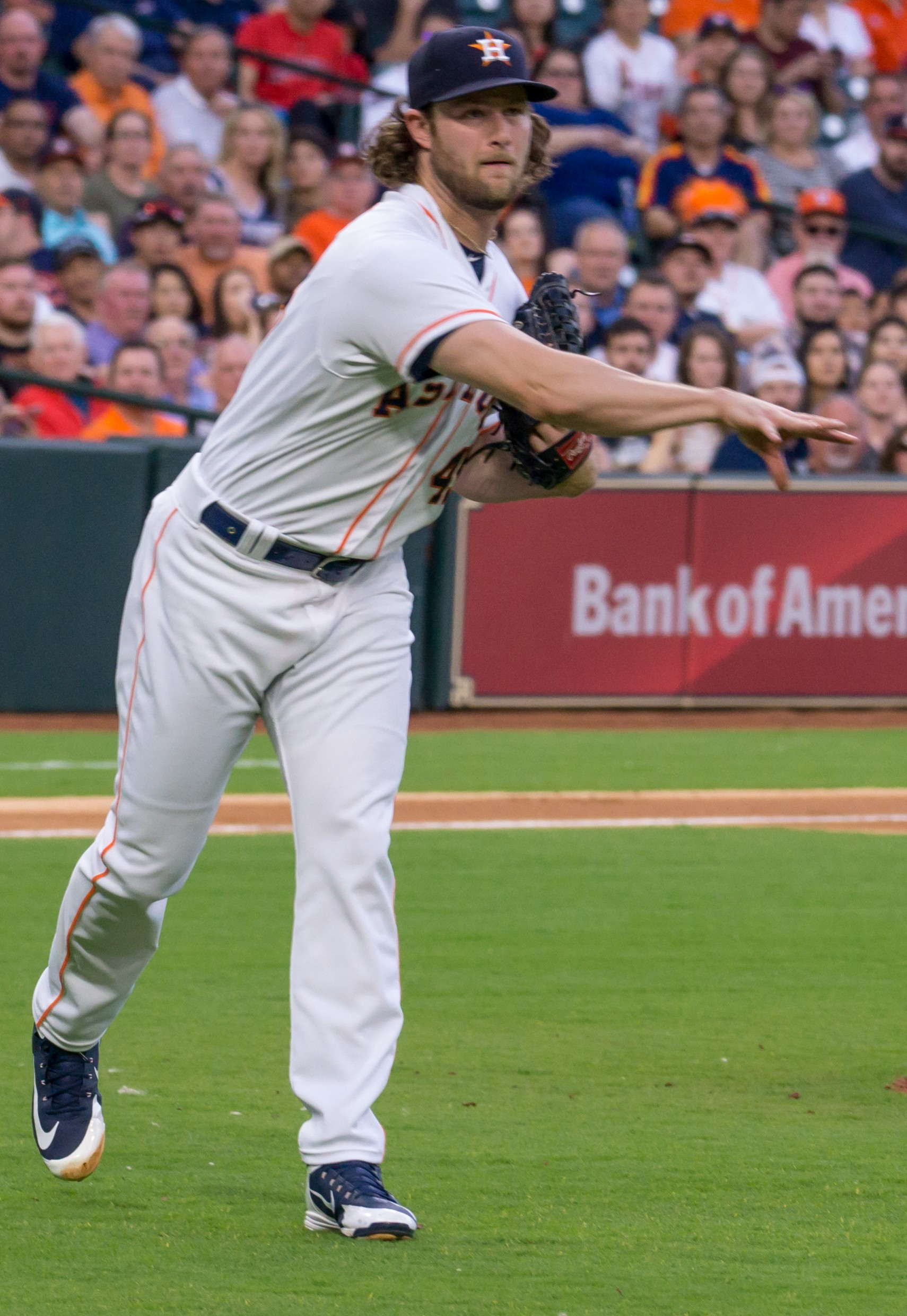
Cole under en match för Houston Astros 2018.

Coles första månad för Astros i april 2018 var en succé. På sex starter var han 2–1 med en ERA på 1,73 och 61 strikeouts. Den senare siffran var nytt klubbrekord för april månad. Han följde upp det med att i sin nästa match den 4 maj sätta personligt rekord med 16 strikeouts i sin första shutout i MLB. Därigenom satte han ett nytt MLB-rekord med 77 strikeouts på de första sju starterna för en ny klubb. Hans fina spel ledde till att han togs ut till sin andra all star-match, den första för American League (AL). Totalt under säsongen var han 15–5 med en ERA på 2,88 och 276 strikeouts på 32 starter. Han ledde hela MLB i strikeouts per 9 innings pitched (12,40) och han var näst bäst i AL i strikeouts och i hits per 9 innings pitched (6,42). I slutspelet gjorde han under en match tolv strikeouts samtidigt som han inte hade några walks, något som bara Tom Seaver (1973) tidigare lyckats med i MLB:s slutspelshistoria (Seaver hade 13 strikeouts). I omröstningen till AL:s Cy Young Award kom han femma.
Cole och Astros kunde inte komma överens om lönen inför 2019 års säsong, hans sista innan han blev free agent, utan det krävdes ett skiljeförfarande innan den kunde fastställas till 13,5 miljoner dollar, precis dubbelt så hög som föregående år. Han inledde säsongen svagt och var efter en förlust den 22 maj 4–5 med en ERA på 4,11. Under resten av grundserien var han dock 16–0 med en ERA på 1,78. Han togs för andra året i rad, och tredje gången totalt, ut till all star-matchen. Den 8 september hade han för tredje matchen i rad minst 14 strikeouts, något som bara Pedro Martínez hade gjort tidigare i MLB:s historia. Tio dagar senare nådde han 300 strikeouts under säsongen och han blev därmed den 18:e pitchern i MLB sedan 1900 att lyckas med den bedriften. Han gjorde det på bara 198,1 innings pitched, vilket var näst snabbast efter Randy Johnson, som gjorde det på 197,2 innings pitched 2001. I hans nästa start, den 24 september, slog han Astros klubbrekord som var på 313 strikeouts under en säsong, satt 1979 av J.R. Richard. Samtidigt tangerade Cole ett MLB-rekord som delades av Pedro Martínez och Chris Sale genom att ha minst tio strikeouts i åtta raka matcher. Det senare rekordet slog han i nästa start, den 29 september, där han hade tio strikeouts. Totalt kom han upp i 21 matcher med minst tio strikeouts under grundserien, bara två från MLB-rekordet som delades av Nolan Ryan och Randy Johnson. Hans 326 strikeouts var flest i MLB sedan 2002 och flest i AL sedan 1977. Han var under säsongen 20–5 med en ERA på 2,50 på 33 starter. Förutom i strikeouts satte han personliga rekord i bland annat vinster, ERA, innings pitched (212,1) och walks + hits per inning pitched (WHIP) (0,89). Hans 13,82 strikeouts per 9 innings pitched var ett nytt MLB-rekord för startande pitchers. Han var bäst i AL i ERA, näst bäst i vinster, WHIP, hits per 9 innings pitched (6,02) och strikeouts per walk (6,79) och tredje bäst i innings pitched. I slutspelet var han högst delaktig i att Astros tog sig till World Series, men där blev det förlust mot Washington Nationals med 3–4 i matcher. Cole var 4–1 i slutspelet med en ERA på 1,72 och 47 strikeouts på fem starter. Sett bara till World Series var han 1–1 med en ERA på 3,86 och 15 strikeouts på två starter. Efter säsongen förlorade han mycket knappt mot lagkamraten Justin Verlander i omröstningen till AL:s Cy Young Award. Han togs ut till All-MLB First Team, som valdes för första gången.

#### New York Yankees

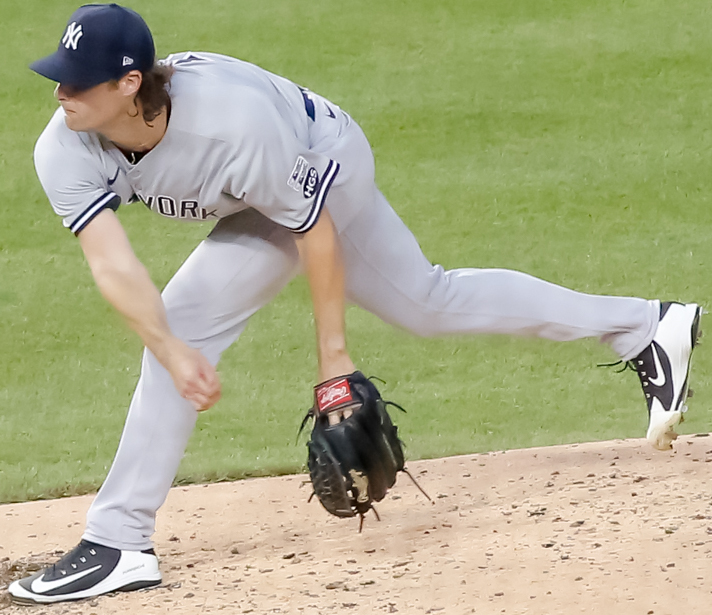
Cole pitchar i sin debut för New York Yankees i juli 2020.

Cole var free agent efter 2019 års säsong och därmed fri att skriva på för vilken klubb han ville. Flera klubbar erbjöd honom kontrakt, men i december 2019 skrev han på för New York Yankees, som var hans favoritklubb när han var barn. Kontraktet sträckte sig över nio år, till och med 2028, och var värt 324 miljoner dollar. Det totala värdet på kontraktet var nytt rekord för pitchers och den genomsnittliga årslönen på 36 miljoner dollar var ett nytt MLB-rekord oavsett spelarkategori.
2020 års säsong kom inte igång förrän i slutet av juli på grund av covid-19-pandemin, och antalet matcher i grundserien minskades från 162 till 60. När spelet väl kom igång fortsatte Cole att vägra förlora och han kom till slut upp i 20 vinster i rad i grundserien utan någon förlust (på 28 starter) innan han förlorade en match den 26 augusti, hans första förlust i grundserien sedan den 22 maj 2019. Vinstsviten var den delat tredje längsta i MLB:s historia. Cole var under säsongen 7–3 med en ERA på 2,84 och 94 strikeouts på tolv starter. Han var den enda i AL som mäktade med två complete games under den korta grundserien. Vidare hade han delat näst flest vinster samt tredje flest strikeouts och strikeouts per 9 innings pitched (11,59). I hans första slutspelsmatch i Yankees-tröjan hade han 13 strikeouts, näst flest i klubbens slutspelshistoria (Roger Clemens hade 15 strikeouts i en match 2000). Han blev den första i MLB-historien med tre slutspelsmatcher under karriären med minst tolv strikeouts och den andra efter Tom Seaver (1973) med en slutspelsmatch med minst 13 strikeouts och inga walks. Efter säsongen kom han fyra i omröstningen till AL:s Cy Young Award och togs ut till All-MLB Second Team.
Cole inledde 2021 års säsong på ett mycket bra sätt. I en match den 12 maj nådde han milstolpen 1 500 strikeouts i grundserien under karriären. Han gjorde det i sin 212:e match, näst snabbast i MLB:s historia efter Randy Johnson (206). Räknat efter innings pitched (1 315,1) var Cole dock "bara" fjärde snabbast genom tiderna. I hans nästa start satte han ett nytt MLB-rekord (sedan åtminstone 1893 då pitcherkullen flyttades bakåt) med 61 raka strikeouts utan en enda walk. Det gamla rekordet på 58 hade satts så sent som föregående vecka av Corbin Burnes. I juli togs han ut till sin fjärde all star-match, den tredje i rad (det spelades ingen all star-match 2020). Han testade positivt för covid-19 i början av augusti och missade ett par veckors spel. Han hade under säsongen nio matcher med minst tio strikeouts, ett tangerat Yankees-rekord med David Cone (1998). Han slutade säsongen 16–8 med en ERA på 3,23 och 243 strikeouts på 30 starter. Ingen i AL hade lika många vinster eller strikeouts per walk (5,93) som Cole och han var näst bäst i strikeouts, strikeouts per 9 innings pitched (12,06) och WHIP (1,06) samt tredje bäst i ERA. Antalet strikeouts var det näst högsta i Yankees historia efter Ron Guidrys 248 strikeouts 1978. För andra gången på tre år kom han tvåa i omröstningen till AL:s Cy Young Award och togs ut till All-MLB First Team.
Cole togs 2022 för femte gången, och för fjärde gången i rad, ut till all star-matchen. I hans sista match i grundserien satte han ett nytt klubbrekord för Yankees med 257 strikeouts under säsongen, nio fler än Ron Guidry hade 1978. Antalet var det högsta i MLB den säsongen, och hans 33 starter var delat flest. Han var 13–8 med en ERA på 3,50 och var näst bäst i AL i strikeouts per 9 innings pitched (11,53) och i innings pitched (200,2).
Den 23 maj 2023 kom Cole upp i 2 000 strikeouts i grundserien under karriären. Han var den 87:e pitchern att nå denna milstolpe och den tredje snabbaste, både mätt efter antalet matcher (278) och antalet innings pitched (1 714,2). Han fick senare under säsongen för första gången äran att starta all star-matchen. Det var första gången sedan 2001 (Roger Clemens) som en Yankee utsågs till startande pitcher i all star-matchen. Det var Coles sjätte uttagning totalt och den femte i rad. Han pitchade mycket bra under säsongen och avslutade med en shutout, hans andra för säsongen. Han var 15–4 under 2023 med en ERA på 2,63 och 222 strikeouts på 33 starter. Han var bäst i MLB i WHIP (0,98) och delat bäst i shutouts. I AL var han etta i ERA, vinstprocent (0,789), hits per 9 innings pitched (6,76) och innings pitched (209,0), delad etta i starter, trea i strikeouts och homeruns per 9 innings pitched (0,86) samt delad trea i vinster. Efter säsongen belönades han med sin första Cy Young Award, som han vann enhälligt. Han var den sjätte Yankeen att vinna priset, den första sedan Roger Clemens 2001. Han togs också för tredje gången ut till All-MLB First Team.

### Internationellt
Sommaren 2010, medan Cole gick på college, representerade han USA vid World University Baseball Championship i Japan. USA gick till final mot Kuba och Cole startade finalen för USA, men det blev förlust efter förlängning.

## Privatliv
Cole träffade sin blivande fru Amy Crawford när de båda studerade vid UCLA, där Amy spelade för universitetets softbollag. Amy är syster till MLB-spelaren Brandon Crawford. Paret gifte sig i november 2016. De fick sitt första barn, sonen Caden, i juni 2020 och därefter ytterligare en son, Everett, i januari 2023.